# Hone-Onna

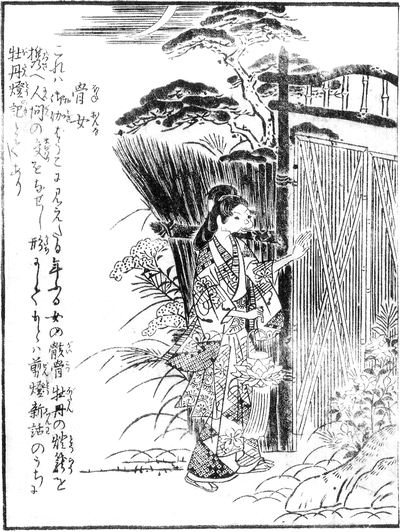
Hone-Onna

En la mitología japonesa, se conoce como Hone-onna a un yōkai. Era una antigua geisha de indescriptible belleza e irresistible encanto para los hombres que vendía globos de papel de seda. Su novio la vendió a un burdel para pagar sus deudas hasta que planeó escapar. Fue entonces cuando su mejor amiga, con la que pensaba escapar, la traicionó e hizo que su amante acabase con su vida. Tiraron su cadáver a un lago, convirtiéndose en el yōkai Hone-Onna capaz de proyectar una especie de ilusión a su alrededor que utiliza para asustar con especial crueldad. 
A pesar de todo, su éxito con los hombres es considerable, incluso en su papel de diablesa sigue conservando cierta coquetería humana y no soporta que le recuerden su edad (200 años) o que la llamen "señora". Su nombre, "Hone-onna" literalmente significa Mujer esqueleto y su verdadero nombre es Tsuyu, otras leyendas dicen que Hone-onna, puede tomar una apariencia humana de gran belleza y atrae a los hombres a la cama donde revela su verdadera apariencia y se alimenta de su alma.